# Allein mit Onkel Buck
Allein mit Onkel Buck (Originaltitel: Uncle Buck) ist eine amerikanische Filmkomödie aus dem Jahr 1989. In Deutschland kam er aber erst im April 1991 in die Kinos.
Die Hauptrollen spielen John Candy und Macaulay Culkin, eine Nebenrolle ist mit der aus der Serie Roseanne bekannten Schauspielerin Laurie Metcalf besetzt.

## Handlung
Cindy und Bob Russell müssen kurzfristig verreisen, da Cindys Vater erkrankt ist. Ihre drei Kinder Tia, Miles und Maizy können sie nicht mitnehmen. Nach kurzfristiger und erfolgloser Suche nach einem Kindermädchen bleibt ihnen nur der entfremdete und schon fast vergessene Bruder Bobs – Onkel Buck.
Nach einiger Überwindung rufen sie ihn um Hilfe. Buck, der seiner Familie gerne helfen möchte, stimmt zu, allerdings ohne seine Freundin Chanice Kobolowski mitzubringen. Mit schlechtem Gewissen fahren Cindy und Bob zu Cindys Vater und lassen den kinderlosen Buck allein mit ihren Kindern zurück. Durch seine gewaltige Erscheinung flößt er den beiden kleineren Kindern Miles und Maizy zunächst Angst ein – für die Teenagerin Tia hingegen bietet er neue Angriffsflächen.
Allein mit Onkel Buck besitzt zwei Storylines. Die eine schildert Bucks Leben, das dieser zusammen mit seiner Freundin mehr schlecht als recht meistert, die andere Handlungslinie beschreibt die Erlebnisse des Teenagers Tia.
Buck versucht alles, um der für ihn ungewohnten Rolle des Erwachsenen im Hause gerecht zu werden. Vom Frühstück, das er aus den Abfällen zubereitet, bis hin zur moralischen Unterstützung Tias, die diese jedoch nicht möchte. Er versucht in der Folge vergebens, Tia zur Vernunft und damit von ihrem Freund abzubringen, der nur Sex statt Liebe von ihr möchte. Der Film gipfelt in einer Party, auf der Tias Freund diese zum Sex überreden möchte. Buck schmuggelt sich unter die Partygäste und versucht, Tia zu helfen. Die alleinstehende Nachbarin Marcie versucht derweil, Buck zu becircen, was in einer Tanzszene endet, die von dessen Freundin Chanice unerwartet beobachtet wird. Diese reist an, um Buck bei der Lösung des „Teenagerproblems“ zu unterstützen, und findet ihn tanzend mit der Rivalin vor.
Der Film schließt mit einem Happy End. Buck wird wieder als vollwertiges Mitglied in den Kreis der Familie aufgenommen, weil sich das Haus der Familie bei der Rückkehr der Eltern in einem guten Zustand befindet.

## Hintergrund
Ursprünglich war Danny DeVito für die Rolle des Buck vorgesehen. Der Film wurde hauptsächlich im US-Bundesstaat Illinois gedreht. Bemerkenswert ist, dass fast alle Filmsets, inklusive des zweistöckigen Russell-Hauses, in einer Highschool aufgebaut wurden.

## Filmmusik
- Rhythm of Life – Hugh Harris
- Got more Rhymes – Young MC
- Tweedlee dee – La Vern Baker
- Thunderbird – Ray Anthony
- Mr. Sandman – The Chordettes
- Juke Box Baby – Perry Como
- Lipstick, Powder and Paint – Big Joe Turner
- Wild Thing – Tone Loc
- Laugh, Laugh – The Beau Brummels
- Bust a move – Young MC
- Slide – Flesh for Lulu
- Small-Time Hustler – The Dismasters
- Java

Quelle: IMDb

## Fernsehserien
1990 entstand mit Uncle Buck eine erste Fernsehserie, die auf dem Film basiert. Die Rolle des Buck übernahm Kevin Meaney. 2016 entstand eine weitere gleichnamige Serie, die eine Art Spin-off darstellt. Hier übernahm Mike Epps die tragende Rolle.

## Kritik
„Eine etwas unentschieden zwischen Familien- und Teenager-Film schwankende Komödie. Glänzend gespielt, aber mit vielen Klischees und einer allzu prüden Moral-Pädagogik.“

„Obwohl Kinderstar Culkin als Kassenmagnet wirken sollte, zieht der schwergewichtige Candy (1950–94) diesen müden Komödienkarren ganz allein. Fazit: Infantiler Familienspaß mit Herz.“